# Селије ди Лик
Селије ди Лик (фр. Cellier-du-Luc) насеље је и општина у источној Француској у региону Рона-Алпи, у департману Ардеш која припада префектури Ларжантјер.
По подацима из 2011. године у општини је живело 109 становника, а густина насељености је износила 7,4 становника/km². Општина се простире на површини од 14,73 km². Налази се на средњој надморској висини од 950 метара (максималној 1202 m, а минималној 932 m).

## Демографија
| 1962. | 1968. | 1975. | 1982. | 1990. | 1999. | 2011. |
| ----- | ----- | ----- | ----- | ----- | ----- | ----- |
| 102   | 122   | 107   | 93    | 106   | 99    | 109   |

График промене броја становника у току последњих година